# Rugby Lyons
L'Associazione Sportiva Dilettantistica Rugby Lyons è un club italiano di rugby a 15 di Piacenza.
Fondato nel 1963 per iniziativa di alcuni studenti guidati da Melchiorre Dadati, il club conobbe un primo periodo di rilievo negli anni ottanta del XX secolo quando raggiunse la promozione in massima serie e riuscì a rimanere nel rugby di vertice per circa un decennio; dopo la retrocessione in serie A2 nel 1993 si disimpegnò per un ventennio tra seconda e terza divisione fino alla vittoria del campionato di serie A nel 2015 e conseguente promozione in Eccellenza; dopo un'ennesima retrocessione in serie A, culminata con la vittoria nel secondo campionato di categoria, nella stagione sportiva 2019-20 il Lyons milita di nuovo in TOP12, la categoria di vertice del rugby italiano.
I colori sociali del club sono il bianco e il nero; la prima squadra disputa i suoi incontri allo stadio Beltrametti e l'allenatore-capo è l'italo-argentino Gonzalo García, in carica da giugno 2019.

## Storia
I Lyons vengono fondati il 13 settembre 1963 da alcuni studenti dell'Istituto Tecnico Industriale di Piacenza, riuniti in un bar cittadino e guidati dal loro professore di educazione fisica Melchiorre Dadati. Il nome Lyons deriva dal nome di un tè caldo che uno degli studenti è intento a bere durante l'incontro che sancisce la fondazione della società, con la "y" al posto della "i". Dadati viene, quindi, nominato presidente, allenatore, tesoriere e segretario del neo-costituito club.
I Lyons partecipano al primo campionato giovanile nella stagione 1963-1964, venendo inseriti nel girone emiliano composto da dieci squadre, tra le quali il Piacenza Rugby. I Lyons proseguono il proprio cammino nel campionato regionale giovanile anche nella stagione 1964-1965 chiudendo il campionato al secondo posto. Nella stagione 1965-1966, per la prima volta, la squadra si iscrive a un campionato senior, quello di serie C. A partire dall'annata successiva, tuttavia si decide di ritornare alla sola attività giovanile.
Nel 1972-1973 i Lyons si iscrivono al campionato nazionale di serie D, classificandosi al primo posto del proprio girone e ottenendo la promozione in serie C grazie a 8 vittorie, un pareggio e una sconfitta. Dopo 4 stagioni in Serie C, nel 1976-1977, i Lyons ottengono la promozione in Serie B. Dopo alcune stagioni di assestamento nel campionato cadetto, i Lyons crescono gradualmente posizionandosi stabilmente nelle posizioni alte della classifica.
Gli anni '80 rappresentano il momento più importante del rugby piacentino. Nella stagione 1981-1982, per la prima volta, i Lyons svolgono un ritiro all'estero, a Oviedo in Spagna, per, poi, esordire in Coppa Italia. I Lyons disputano un ottimo campionato, arrivando a ottenere la promozione in Serie A. All'esordio in A, nella stagione 1982-1983, i Lyons chiudono la prima fase al settimo posto per poi terminare in quarta posizione nella fase salvezza, alle spalle di Calvisano, Noceto e Roma. La stagione successiva conquistano il quarto posto nel girone A, approdando così alla poule scudetto, poi vinta dal Petrarca Padova. Nella stagione 1985-1986 i Lyons retrocedono in serie A2, dopo un campionato di alti e bassi. Nella stagione 1986-1987 i Lyons tornano nel massimo campionato, che nel frattempo ha preso il nome di Serie A1, grazie anche all'arrivo in panchina a campionato in corso di Nairn McEwan, ex allenatore della nazionale scozzese. Nella stagione 1988-1989, con 3 vittorie a fronte di 19 sconfitte arriva la retrocessione in Serie A2.
Retrocessi, i Lyons ripartono dalla serie A2, e dopo aver ottenuto un sesto posto, nella stagione 1990-1991, l'anno successivo viene allestita una squadra ambiziosa per ottenere la promozione con l'ex giocatore degli All Blacks Arthur Stone. A fine stagione i bianconeri si classificano al secondo posto con 14 vittorie, 1 pareggio e 7 sconfitte), dietro alla Roma,venendo promossi in serie A1. I Lyons festeggiano la promozione appena conquistata con la convocazione in nazionale di Carlo Orlandi, all'esordio nella seconda edizione della Coppa del mondo. Nella stagione 1991-1992 la squadra ottiene la salvezza in serie A1. Al contrario, nel campionato 1992/1993 i Lyons retrocedono in Serie A2. Nel 1994-1995 i Lyons, quarti nel loro girone, finiscono in poule salvezza, terminata al quarto posto che sancisce, a distanza di 12 anni, la retrocessione in serie B. Nella stagione 1995-1996 i Lyons tornano immediatamente in serie A2, salvo poi retrocedere nuovamente in Serie B la stagione successiva, dopo aver terminato la poule salvezza con una sola vittoria. Dalla stagione 1997-1998 i Lyons tornano così a disputare il campionato cadetto.
Dopo aver rischiato la retrocessione in Serie C nel campionato 2000-2001, evitandola solo alla classifica avulsa, dal 2001-2002 la squadra viene affidata a Claudio Deltrovi. La stagione 2002-2003 vede il XV bianconero raggiungere la seconda piazza in campionato, ottenendo la promozione in Serie A. Dalla stagione 2003-2004 alla stagione 2006-2007 la squadra milita in Serie A; con la divisione della Serie A in A1 e A2, i Lyons vengono ammessi in A2, dove rimangono fino al termine della stagione 2010-2011, terminata al terzo posto in seguito al quale i Lyons vengono ripescati dalla federazione in Serie A1 al posto del Casinò di Venezia, appena retrocesso dall'Eccellenza e non ammesso al campionato per motivi economici. 
Dopo tre stagioni in cui i Lyons arrivano a disputare i play-off per la promozione in Eccellenza, venendo, però eliminati, nella stagione di serie A 2014-2015 arriva la promozione in massima serie, conquistata battendo in semifinale il Colorno e in finale la Pro Recco. Nel 2015-2016 i Lyons ottengono la salvezza in Eccellenza, terminando il campionato al nono posto. La stagione successiva i Lyons terminano il campionato all'ultima posto, retrocedendo, così in Serie A. Dopo la retrocessione i Lyons mantengono l'ossatura della squadra dell'anno precedente con l'obiettivo di tornare a disputare la massima serie: dopo aver terminato al primo posto la prima fase e, poi, la pool promozione, i Lyons vincono le semifinali play-off accedendo alla finale, persa, però contro il Verona.
Nella stagione 2018-2019 i Lyons chiudono al primo posto il loro girone di Serie A, vincendo, poi la semifinale play-off conquistando la promozione al TOP12 e l'accesso alla finale scudetto, vinta contro il Colorno. Per la stagione 2019-2020 in TOP12 viene ingaggiato come allenatore Gonzalo García. Sotto la guida tecnica dell'argentino, i biaconeri ottengono tre salvezze nel massimo campionato italiano, stabilendo il record societario di 6 vittorie in una singola stagione in massima serie. Nel 2022-2023 Garcia viene sostituito dal piacentino Carlo Orlandi, conn i Lyons che ottengono il terzultimo posto in campionato con 25 punti. Terminata l'esperienza con Orlandi, i Lyons tornano ad affidarsi ad un allenatore argentino, Bernando Urdaneta, chiudendo il torneo 2023-2024 in penultima posizione retrocedendo in seconda serie, verdetto poi annullato dalla decisione della federazione di bloccare le retrocessioni. La stagione successiva, invece, i bianconeri riescono a ottenere la salvezza, dopo la quale la società e Urdaneta si separano consensualmente, con il neozelandese Kingi Matenga che viene nominato allenatore per l'annata 2025-2026.

## Cronistoria
| Cronistoria dei Rugby Lyons |
| --- |
| - 1963 · 13 settembre, nascita del Rugby Lyons - 1963-65 · Campionati giovanili - 1965-66 · Girone A serie C - 1966-67 · Girone E serie C - 1967-72 · Campionati giovanili - 1972-73 · 1º girone A serie D Promozione in serie C - 1973-74 · 8º girone A serie C - 1974-75 · 3º girone D serie C - 1975-76 · 2º girone D serie C - 1976-77 · 1º girone C serie C Promozione in serie B - 1977-78 · 5º girone A serie B - 1978-79 · 2º girone B serie B 4º poule promozione - 1979-80 · 6º girone B serie B - 1980-81 · 6º girone B serie B - 1981-82 · 1º girone E serie B 2° poule B promozione Promozione in serie A - 1982-83 · 12º serie A - 1983-84 · 8º serie A - 1984-85 · 10º serie A - 1985-86 · 12º serie A Sconfitta spareggi salvezza Retrocessione in serie A2 - 1986-87 · 1º serie A2 Promozione in serie A1 - 1987-88 · 8º serie A1 - 1988-89 · 12º serie A1 Retrocessione in serie A2 - 1989-90 · 6º serie A2 - 1990-91 · 2º serie A2 Promozione in serie A1 Sconfitta quarti play-off scudetto A1 - 1991-92 · 8º serie A1 - 1992-93 · 12º serie A1 Retrocessione in serie A2 - 1993-94 · 4º girone A serie A2 4° poule A promozione - 1994-95 · 4º girone A serie A2 4° poule A salvezza Retrocessione in serie B - 1995-96 · 1º girone A serie B 1° poule finale Promozione in serie A2 - 1996-97 · 8º girone A serie A2 5° poule A salvezza Retrocessione in serie B - 1997-98 · 3º girone A serie B - 1998-99 · 4º girone A serie B - 1999-2000 · 2º girone A serie B - 2000-01 · 10º girone A serie B - 2001-02 · 2º girone A serie B - 2002-03 · 2º girone B serie B Promozione in serie A - 2003-04 · 9º girone B serie A - 2004-05 · 9º girone B serie A - 2005-06 · 9º girone B serie A - 2006-07 · 7º girone B serie A Assegnazione alla serie A2 - 2007-08 · 5º girone B serie A2 - 2008-09 · 8º girone B serie A2 - 2009-10 · 6º girone B serie A2 - 2010-11 · 3º girone B serie A2 Riassegnazione alla serie A1 - 2011-12 · 3º girone A serie A1 Sconfitta semifinale promozione - 2012-13 · 2º girone A serie A1 Sconfitta semifinale promozione - 2013-14 · 3º girone A serie A1 Sconfitta finale promozione - 2014-15 · 2º girone A serie A 2° poule A promozione Campione d'Italia serie A (1º titolo) promozione in Eccellenza - 2015-16 · 9° Eccellenza - 2016-17 · 10° Eccellenza Retrocessione in serie A - 2017-18 · 1º girone A serie A 1° poule A Promozione Sconfitta semifinale promozione - 2018-19 · 1º girone A Serie A Campione d'Italia serie A (2º titolo) Promozione in TOP12 - 2019-20 · 11ª in TOP12, A causa della pandemia di COVID-19, il 26 marzo 2020 la FIR comunica la conclusione e annullamento del campionato. - 2020-21 · 8ª in TOP10 - 2021-22 · 8ª in TOP10 - 2022-23 · 8ª in TOP10 - 2023-24 · 8ª in Serie A Élite - 2024-25 · 9ª in Serie A Élite |

## Allenatori e presidenti
- 1963-1970  Melchiorre Dadati
- 1970-1973  Enrico Botti
- 1973-1981  Vincenzo De Masi
- 1981-1984  Loredano Castagnola
- 1984-1987  Vincenzo De Masi
- 1987-1989  Nairn McEwan
- 1989-1990  Gary Barkle
- 1990-1995  Achille Bertoncini
- 1995-1996  Carlo Dioli
- 1996-1998  Achille Bertoncini
- 1998-2001  Franco Ascantini
- 2001-2007  Claudio Deltrovi
- 2007-2009  Neil Loader
- 2009-2012  Paolo Bassi e  Paolo Orlandi
- 2012-2015  Kelly Rolleston
- 2015-2017  Achille Bertoncini
- 2017-2018  Paolo Orlandi
- 2018-2019  Emanuele Solari e  Davide Baracchi
- 2019-2022  Gonzalo García
- 2022-2023  Carlo Orlandi
- 2023-2025  Bernardo Urdaneta
- 2025-  Kingi Matenga

- 1963-2004  ...
- 2004-2007  Loredano Castagnola
- 2007-2018  Natalino Fanzola
- 2018-  Guido Pattarini

## Rosa stagione 2024/2025
Aggiornata al 4 gennaio 2025 

## Palmarès
- Campionati di serie A: 2
2014-15, 2018-19